# Санджак Неджд
Санджак Неджд (араб. لواء نجد‎) был санджаком Османской империи. Название считается вводящим в заблуждение, поскольку оно охватывало только регион Аль -Хаса, а не гораздо более крупный регион Неджд. Он был частью Багдадского вилайета с июня 1871 по 1875 год, когда он стал частью вилайета Басра.
Османский гарнизон располагался в Эль-Хуфуфе, и насчитывал до 1200 человек, что было крупнейшим османским войском в этом районе.

## История
Открытие Суэцкого канала в 1869 году придало этому региону новое стратегическое значение, подстегнув интересы Османской империи в установлении контроля в результате возрождения торговли. В 1871 году Мидхат-паша вторгся в Эль-Хасу и восстановил османский контроль, который был утерян в 1670 году. Когда он включил этот регион в состав Османской империи, Мидхат-паша предоставил местной знати полное освобождение от налогов, за исключением закята.
В 1872 году Катар был включен в состав Санджака Неджд. В марте 1893 года в битве при Эль-Ваджбе шейх Джассим бин Мохаммед Аль Тани победил османов. Хотя Катар не получил полной независимости, в результате битвы был заключен договор, который позже стал основой для превращения Катара в отдельную автономную область в составе империи.
В 1899 году шейх Мубарак ас-Сабах заключил с Великобританией договор, в котором предусматривалось, что Великобритания будет защищать Кувейт от любой внешней агрессии, де-факто превратив его в британский протекторат. Несмотря на желание кувейтского правительства либо быть независимым, либо находиться под британским правлением, британцы согласились с Османской империей в определении Кувейта как региона Османской империи.
В 1913 году Ибн Сауд начал наступление на Эль-Хуфуф, где с момента аннексии провинции в 1871 году дислоцировались 1200 турецких солдат. Османский гарнизон был изгнан из Эль-Хасы, и территория перешла к Эмирату Неджда и Хасы. Даже после завоевания Эль-Хасы Британия считала Ибн Сауда вассалом Османской империи, а англо-османская конвенция 1913 года определила границы санджака Неджд, не возражая и не признавая завоевание Ибн Сауда. Эта ситуация резко изменилась с началом Первой мировой войны, и 26 декабря 1915 года Великобритания признала Неджд, Хасу, Катиф и Эль-Джубайль саудовскими владениями, как часть Англо-саудовского договора.

## Административное деление
1. Эль-Хуфуф
2. Эль-Катиф
3. Катар